# Senecio canescens
Senecio canescens là một loài thực vật có hoa trong họ Cúc. Loài này được (Humb. & Bonpl.) Cuatrec. miêu tả khoa học đầu tiên năm 1950.